# Marie Laveau
Marie Catherine Laveau (Nueva Orleans, Luisiana española, Imperio español, 10 de septiembre de 1794 – Luisiana, Estados Unidos, 15 de junio de 1881), más popularmente conocida como Marie Laveau, fue una mujer criolla lusiana practicante de vudú, nacida en Nueva Orleans.

## Biografía
Marie Laveau nació en el barrio francés de Nueva Orleáns, hija del rico hacendado Charles Laveau y de Darcental Marguetto. En el momento de su nacimiento, Luisiana todavía estaba administrada por funcionarios coloniales españoles.
Era una joven bella, de pelo negro, piel morena y ojos de mirada penetrante. Le gustaba cubrir su cabello con un casquete hecho de tela de colores brillantes. Se casó con un negro libre, Jacques Paris (también conocido como Jacques Santiago en los registros españoles), emigrante de Haití. Como ambos eran católicos se casaron en la Catedral de San Luis. Pero al mismo tiempo se dice que ambos practicaban vudú.
Su marido, Jacques Paris falleció en 1820 bajo circunstancias no aclaradas. Fue parte de una gran inmigración haitiana a Nueva Orleans, en 1809, después de la Revolución Haitiana de 1804. La economía decayó bruscamente por la falta de trabajo en las plantaciones, sin sustento de los esclavos (a pesar de diversos intentos de reactivarla mediante trabajos forzados remunerados) tanto de los inmigrantes blancos de habla francesa, miles de esclavos, y también afroamericanos libres. 
A Marie le gustaba decir que era la «Viuda Paris». Luego de esto, abiertamente, comenzó a practicar el vudú de Luisiana y logró atraer a muchas mujeres blancas y ricas de Nueva Orleáns e influir en ellas, y en consecuencia su poder y su fama crecieron. Luego tuvo un amante llamado Christophe Louis Dumesnil de Glapion, con quien vivió en un matrimonio de derecho común hasta su muerte en 1835. Christophe Louis también murió en forma misteriosa y desconocida. 

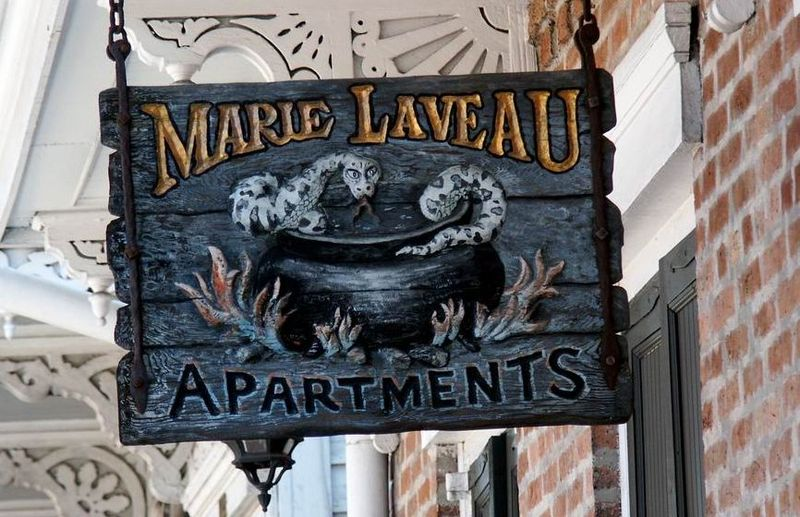
Letrero en la casa donde vivió Marie Laveau

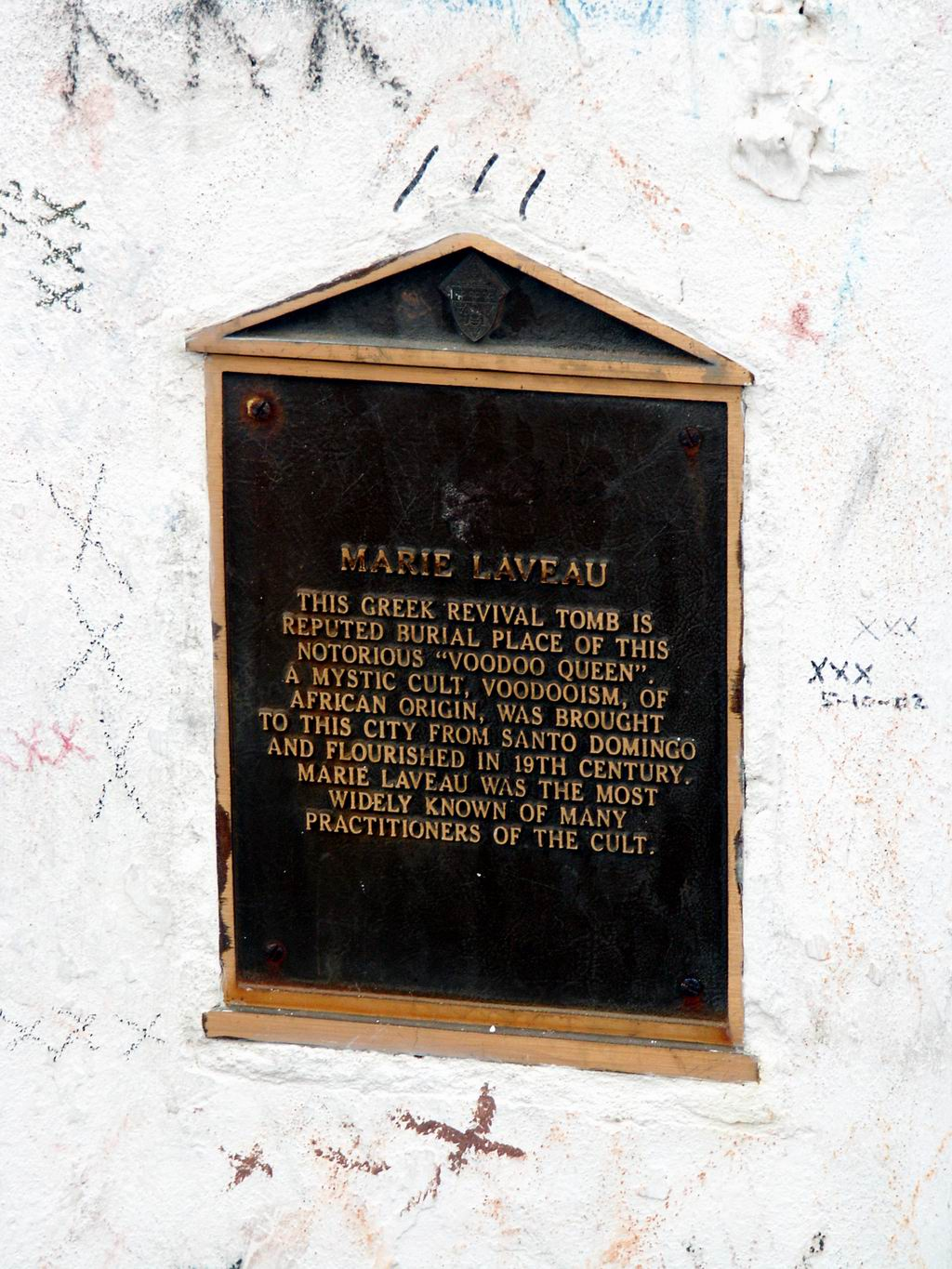
Placa en la tumba de Marie Laveau en el Cementerio de San Luis.

En 1830 se le proclamó «Reina del Vudú en Nueva Orleáns», y ejerció sus poderes hasta 1835 en que falleció, a los 41 años de edad. En cambio, según otros registros oficiales de defunciones de Nueva Orleans, existe una Marie Glapion Laveau cuyo fallecimiento tuvo lugar el 15 de junio de 1881, a los 86 años de edad (aunque se cree que pudiera tratarse de una hermana). Su tumba se encuentra en el cementerio de San Luis de Nueva Orleáns, y es visitada por muchos fieles, siendo una de las grandes atracciones de la ciudad referentes a la tradición vudú, conjuntamente con el Museo Histórico del Vudú de Nueva Orleans.

## En la cultura popular
- Marie Laveau es una de las inspiraciones para el musical de Michael John LaChiusa Marie Christine, basada también en la obra Medea de Eurípides.
- Aparece en numerosas novelas, especialmente las que tratan de ocultismo. El periodista de Nueva Orleans Robert Tallant menciona a Laveau en dos novelas: The Voodoo Queen: A Novel y Voodoo in New Orleans.
- Angela Bassett interpreta a una inmortal Marie Laveau que ha sobrevivido hasta nuestro días en Nueva Orleans con distintas identidades y mantiene una sangrienta batalla con las brujas de piel blanca, entre las que se encuentran las protagonistas de la serie American Horror Story: Coven, principalmente con Fiona Goode (Jessica Lange), quien es la bruja blanca más poderosa de todas y su actual líder, conocida como La Suprema, título que heredó al asesinar a la antigua suprema Anna Leigh. Se conoce en la serie a Marie Laveau como la Reina Vudú por ser la más poderosa de todas las brujas negras.

Principal personaje en las novelas: 
- Marie Laveau, 1977, de Francine Prose.
- Voodoo Dreams de Jewell Parker Rhodes.
- Zorro, 2005, Isabel Allende.

La figura de Laveau en obras de ciencia ficción:
- Neil Gaiman, American Gods.
- The Arcanum, de Thomas Wheeler.
- Midnight Moon, de Lori Handeland.
- Amante de Ensueño de Sherrylin Kenyon.
- "El legado de Nueva Orleans", Alexandra Ripley.
- Se la menciona (y forma parte de la trama de) Gabriel Knight: Sins of the Fathers.
- "Destined for an Early Grave" y "This Side of the Grave" de la saga Night Huntress de Jeaniene Frost.
- Aparece como ella misma, en el libro "American Gods" de Neil Gaiman.

Marie Laveau aparece en otros géneros literarios, como el de niños, cómics, historias cortas. Es reflejada como un enemigo en: 
- Doctor Strange.
- La tumba de Drácula de Marvel Comics.
- En el libro de Charlaine Harris Definitely Dead, Marie Laveau desempeña un rol en un asesinato de vampiros.
- En la película Cry of the Werewolf, Marie Laveau es ancestro de un Luisón. El carácter de la «Reina Mousette» en el film Blues Brothers 2000 fue modelado por Laveau.
- En la novela de Rick Riordan, El hijo de Neptuno, el personaje de la Reina Marie o Marie Levesque se basa en Marie Laveau. El personaje, al igual que Marie, vivía en el barrio francés de Nueva Orleans y practicaba vudú y era experta en amuletos de grisgrís.
- Aparece en la serie American Horror Story: Coven.
- Aparece también mencionada en el Libro "Hermoso Caos".
- Aparece en la serie de Netflix “The Chilling Adventures of Sabrina”.

## Biografías
- Ward, Martha, Voodoo Queen: The Spirited Lives of Marie Laveau, Oxford: University of Mississippi Press, 2004, ISBN 1-57806-629-8
- Morrow Long, Carolyn, A New Orleans Voudou Priestess: The Legend and Reality of Marie Laveau, Gainesville: University Press of Florida (2006), (ISBN 978-0-8130-2974-0). 2007, ISBN 978-0-8130-3214-6

## En música
- Marie Laveau, canción del cantante de blues de Nueva Orleans Dr. John.
- Marie Laveau, es el nombre de un tema del saxofonista de jazz Noah Howard.
- Marie Laveau es muy referenciada en el track de Grant Lee Buffalo Dixie Drug Store.
- Marie Laveau aparece en el tema Clare de Fairground Attraction.
- Marie Laveau es sujeto de la canción country Marie Laveau, coescrita por Baxter Taylor y Shel Silverstein, y hecha famosa por Bobby Bare.
- El grupo Redbone escribe en 1971 el hit sencillo Witch Queen Of New Orleans en honor de Marie Laveau.
- Marie Laveau es mencionada como paseando con Oscar Wilde en Wheel Inside the Wheel, de Mary Gauthier.
- Marie Laveau es mencionada en I Will Play for Gumbo, de Jimmy Buffett.
- Marie Laveau es el título, y sujeto de la canción de Dr. Hook & The Medicine Show.
- Marie Laveau es el título, y sujeto de la canción de Volbeat en su álbum Seal The Deal & Let's Boogie.
- Marie Laveau aparece en Voodoo Queen Marie, de Holy Modal Rounders.
- Marie Laveau aparece en Like A Hurricane (Fantasma de Marie Laveau) de Chris Thomas King.
- Marie Laveau, canción que aparece en el disco "I'd Rather Be In New Orleans" de The Flying Neutrinos.
- Marie Laveau es mencionada en la canción "The Path to Eternal Happiness, I Found It" cantada por la Idol Virtual Miku Hatsune.

## En juegos de ordenador
- Marie Laveau aparece en Gabriel Knight: Sins of the Fathers.
- Se la referencia en Blood Rayne como una mujer, hablando de otra en Think she a real Marie Laveau.

## Otras referencias culturales
- En la calle Hornsgatan 66, centro de Estocolmo, está el Nightclub & Restaurante Marie Laveau. Y su imagen está en el website
- El 14 de julio de 2007, Total Nonstop Action Wrestling TNA introduce a Roxxi Leveaux como parte de Voodoo Kin Mafia.